# David Amess

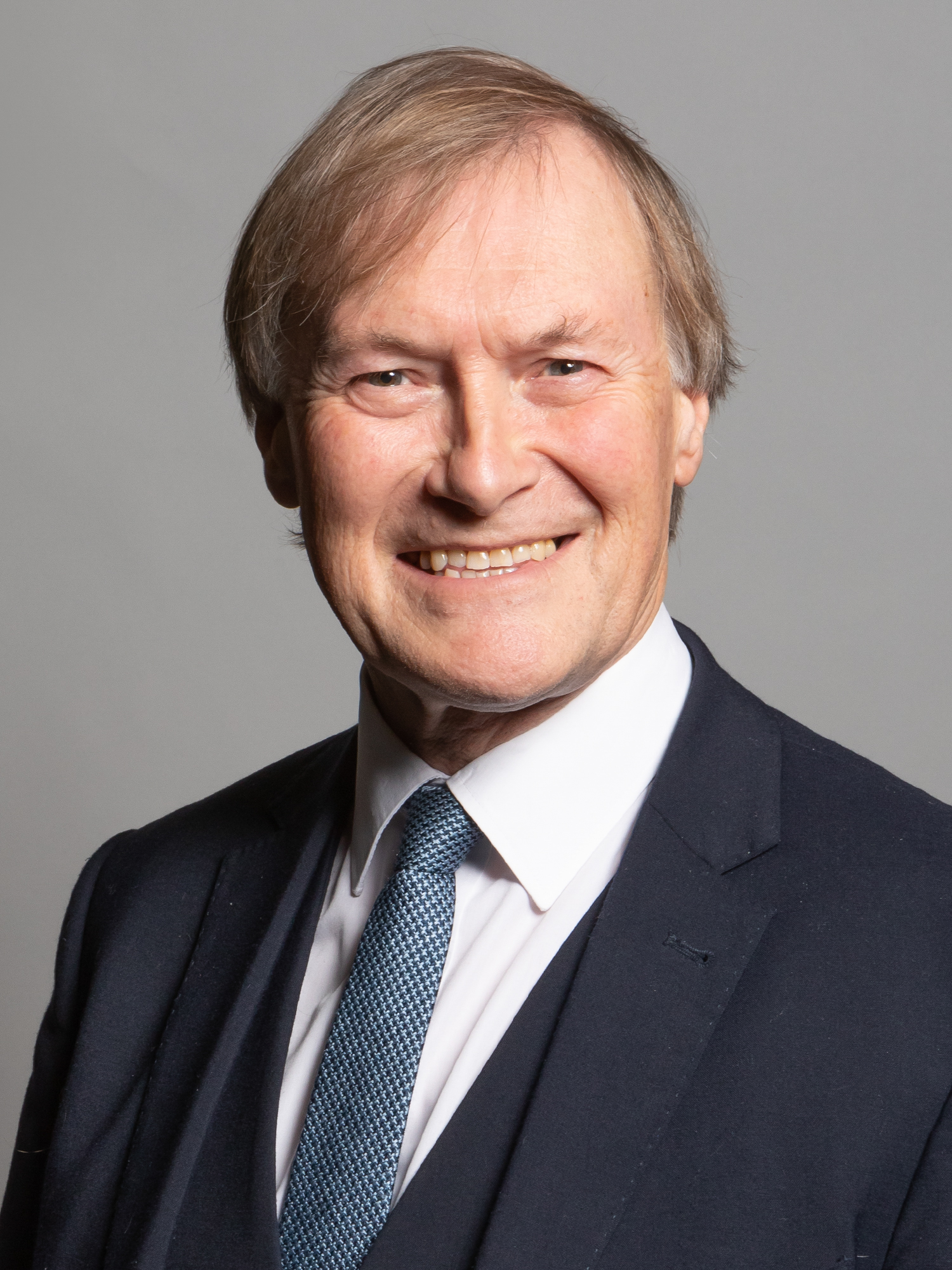
David Amess (2020)

Sir David Anthony Andrew Amess [ˈeɪməs] (geboren am 26. März 1952 in Plaistow, Essex; gestorben am 15. Oktober 2021 in Leigh-on-Sea, Essex) war ein britischer Politiker der Conservative Party. Von 1983 bis zu einem tödlichen Anschlag auf ihn im Oktober 2021 vertrat er nacheinander zwei Wahlkreise der Grafschaft Essex im britischen House of Commons.

## Leben
Amess wurde in einfachen Verhältnissen in eine römisch-katholische Familie geboren. Als Schüler trat er der Conservative Party bei. Nach einem Studium der Wirtschaftswissenschaften und des Regierungswesens an der Bournemouth University arbeitete er kurzzeitig im Versicherungsgeschäft und in der Personalbeschaffung und wechselte dann in die Politik.
1979 bemühte er sich im sicheren Labour-Wahlkreis Newham erfolglos um einen Unterhaussitz. 1982 wurde Amess Ratsmitglied in Redbridge. Bei der Unterhauswahl 1983, die der von Amess bewunderten Margaret Thatcher eine große Mehrheit bescherte, war er in seinem neuen Wahlkreis Basildon erfolgreich und zog ins britische Unterhaus ein, in dem er bis zu seinem Tod saß; er war damit einer der dienstältesten Abgeordneten. Nachdem er jahrelang parlamentarischer Privatsekretär von Michael Portillo gewesen war, gehörte er zuletzt zu Lindsay Hoyles Stellvertretern als Speaker. Nachdem sein alter Wahlkreis im Zuge einer Neuordnung aufgespalten worden war, wurde er 1995 als Nachfolger für den nicht mehr kandidierenden Paul Channon von den Konservativen in Southend West gewählt. Seit der Unterhauswahl 1997 vertrat er seinen neuen Wahlkreis offiziell im Unterhaus.

## Tod
Am 15. Oktober 2021 hielt Amess eine Bürgersprechstunde in der Belfairs Methodist Church in Leigh-on-Sea ab. 
Als er die Kirche betrat, stach ein 25-jähriger Brite somalischer Herkunft vor Augenzeugen über ein Dutzend Mal auf Amess ein und wartete dann auf die Polizei, die ihn Minuten später am Tatort festnahm. Rettungskräfte bemühten sich mehrere Stunden, Amess für den Abtransport in ein Krankenhaus zu stabilisieren. Er starb jedoch noch am Tatort. Wegen Äußerungen des Mannes bei seiner Festnahme stuften die ermittelnden Behörden die Tat als Terrorakt „in Verbindung zu islamistischem Extremismus“ ein. Amess hinterließ seine Ehefrau und fünf Kinder.

## Politische Ansichten
Amess stimmte meist parteikonform ab und vertrat gesellschaftspolitisch konservative Ansichten.
In der Außenpolitik war er ein führendes Mitglied der Conservative Friends of Israel. Er war Kritiker der Regierung der Islamischen Republik Iran und Befürworter des Nationalen Widerstandsrates des Iran. Er befürwortete 2016 öffentlich das 10-Punkte-Manifest von Maryam Rajavi. 2003 stimmte er für die Invasion des Iraks, sah diese aber später kritisch. Er war einer der wenigen konservativen Abgeordneten, die die Kampagne zu einem Impeachment (Verfahren wegen einer schweren Pflichtverletzung) gegen Tony Blair unterstützten. Amess war einer von 30 Konservativen, die im August 2013 gegen militärische Maßnahmen in Syrien stimmten.
Amess war Abtreibungsgegner. Im Juni 2005 unterstützte Amess das vollständige Verbot des Schwangerschaftsabbruchs in England und Wales, das von Laurence Robertson angestrebt wurde. Gleichzeitig befürwortete er die Wiedereinführung der Todesstrafe. Er stimmte im Allgemeinen gegen Gesetze, die LGBT-Rechte fördern, einschließlich der Absenkung des Schutzalters und der gleichgeschlechtlichen Ehe.
Er kämpfte für Verbesserungen in Tierschutz und Tierhaltung und brachte diesbezüglich mehrere Gesetze und Gesetzesänderungen mit ein. Er setzte sich auch dafür ein, Parforcejagd auf Füchse und Hasenhetze in Großbritannien zu verbieten. Als ein Unterstützer der Conservative Animal Welfare Foundation beteiligte er sich an Kampagnen mit dem Ziel des Verbots von Käfigen für Wildvögel sowie von Welpenzucht und -schmuggel. Ferner befürwortete er ein Ende des Transports von lebenden Tieren für den Export.
Amess war ein EU-Skeptiker, der sich vor dem EU-Mitgliedschaftsreferendum im Vereinigten Königreich 2016 als Unterstützer des Brexits positionierte. Er behauptete, es sei „gefährlich“ und ein „riesiger Fehler“, für „bleiben“ zu stimmen. Er beschrieb den Verlust der parlamentarischen Souveränität als das Hauptnegativmerkmal der Beziehungen in Großbritannien. Amess kritisierte, dass sich US-Präsident Barack Obama und David Cameron trafen, während die Kampagne vor dem Brexit-Referendum stattfand.
Amess äußerte, Obama habe „absolut kein Recht dazu, sich einzumischen“.

## Ehrungen
- 2015: Knight Bachelor, for political and public service.[29]
- 2021: Amess hatte sich fortdauernd für einen Stadtstatus von Southend-on-Sea eingesetzt. Kurz nach seiner Ermordung gab der Premierminister des Vereinigten Königreichs, Boris Johnson, bekannt, dass Königin Elisabeth II. zustimmte, Southend-on-Sea zu Ehren von David Amess den Stadtstatus zu verleihen. Innenministerin Priti Patel nannte Amess nach seinem Tod „Mr Southend“.[3]